# Game & Wario
Game & Wario (ゲーム & ワリオ, Gēmu ando Wario), a vegades anomenat Game and Wario, és un videojoc de la sèrie WarioWare per a la consola Wii U desenvolupat per Intelligent Systems i Nintendo SPD Group No. 1, utilitzant el motor de videojoc Nuance i Havok. És un spin-off d'aquesta sèrie, del gènere de minijocs.
Game & Wario requereix utilitzar a fons el Wii U GamePad. Té 12 minijocs per a un jugador i 4 per a multijugador, molts amb referència als jocs Game & Watch, la qual cosa queda plasmada en el nom i en el logotip. La caràtula demostra l'ús intensiu del comandament amb el subtítol GamePad Pandemonium!. A WarioWare: D.I.Y. Showcase hi ha un «microjoc» (minijocs molt curts) que rep el mateix nom, encara que s'estilitzi com GAME & WARIO.
Game & Wario conté imatges de por i violència i està recomanat per a majors de 7 anys per la PEGI. L'ESRB l'ha qualificat amb una E (Everyone, per a tothom), amb les categories de «Violència de dibuixos animats» i «Humor cru».
El joc va ser llançat al Japó el 28 de març de 2013. Tres mesos després va sortir a la resta de països: a l'Amèrica del Sud va sortir el 23 de juny, a Europa el 28 i a Australàsia el 29. Aquestes dates equivalen a la versió descarregable (mitjançant Nintendo eShop) i a la física. Al Brasil va sortir el 26 de novembre de 2013 conjuntament amb la videoconsola Wii U.

## Jugabilitat
Game & Wario és un spin-off de la sèrie WarioWare, on es proven diversos «microjocs», uns minijocs molt curts creats per l'empresa fictícia WarioWare, Inc. En aquesta entrega se substitueixen els microjocs per minijocs, que abandonen moltes de les característiques dels «microjocs», com el surrealisme i el caràcter gamberro tradicional d'en Wario.
Game & Wario és un videojoc amb minijocs, és a dir, videojocs curts, per a un divers nombre de jugadors que utilitza a fons el Wii U GamePad, del qual els seus jugadors han de fer diverses accions en el comandament, com mantenir-lo davant del televisor, dibuixar-hi, prémer diversos botons o moure'l, per a accionar-les en el joc. Game & Wario té un total de setze minijocs, dotze dels quals són per a un sol jugador i quatre més per a un nombre variat de jugadors, cadascun gestionat per un membre de WarioWare i variats en funció de gènere.
Juntament amb els modes 1 Jugador i Multijugador es troba un minijoc especial que es juga amb membres de Miiverse (vegeu Multijugador). El joc també ofereix un mode que permet als jugadors utilitzar les fitxes que es troben en els minijocs per a aconseguir càpsules d'una màquina en forma de gallina anomenada Chick'n'Win (Cluck-A-Pop a Amèrica del Nord i skayapon (シャカポン) al Japó). Cada fitxa li dona al jugador una oportunitat de fer "pondre" un premi dins d'un ou a la màquina. Hi ha fins a 240 premis, com poden ser mongetes, l'epíleg de Game & Wario, la targeta de Jimmy T. o un dibuix que ha participat en el mode de Miiverse. Apareixen dos modes: "Capsule Machine" (on s'han de prémer els botons ZL i ZR per a fer pondre la gallina) i "Collect!" (per a veure la col·lecció). Es poden crear fins a dotze partides, on el jugador s'ha de fotografiar (i aplicar-hi filtres) i introduir el seu nom. És a la partida on el jugador col·leccionarà les fitxes dels minijocs.

### Minijocs
Game & Wario ofereix un minijoc i que a mesura que s'aconsegueixen punts es van desbloquejant els 16 que sortiran al final, 12 per a un jugador i 4 per a multijugador, cadascun gestionat per un membre de l'empresa fictícia WarioWare, Inc.. La següent llista de minijocs no està ordenada alfabèticament sinó per l'ordre en què es desbloquegen.

#### Minijocs d'un jugador
Arrow

Una captura del minijoc Arrow. En la imatge hi figura una captura del televisor i del Wii U GamePad en el moment del cap final, amb el jugador tenint a l'abast quatre maduixes i quatre pots de pebre en el primer nivell. El guarda arcs és el bigoti d'en Wario, l'organitzador del minijoc.

Arrow (アロー, Arō) (l'anglès arrowvol dir sageta) és un minijoc de tir. El seu gestionador és Wario.
El joc consisteix a utilitzar el Wii U GamePad (agafat verticalment) per disparar sagetes amb un arc Wario usant el Wii U GamePad per colpejar les multituds de MechaWarios (esbirros Robowarios a la versió espanyola), els que caminen més a prop al jugador. Durant algunes parts, bombes apareixen a terra i causen una gran explosió que si colpegen contra els enemics, fa els robots objectius més fàcils de caçar. El jugador rep 10 punts per cada cop que derrota un enemic. Si el jugador fa «pessigolles» a la punta de la sageta, utilitza pebre per a causar més mal quan colpeja el terra. També hi ha peces quan una bala de canó gegant està tirada al jugador. El jugador ha de mantenir el Gamepad com un escut per bloquejar-lo.
El jugador té quatre maduixes que actuen com les seves vides. Quan un MechaWario toca el jugador, que salta a la pantalla tàctil, el jugador ha de trepitjar els enemics amb un toc en el Wii U GamePad. Si el jugador no té èxit en fer això, a continuació, el robot roba una de les quatre maduixes.
Al final de cada etapa (poden haver-hi fins a 4 escenaris, cadascuna tematitzada en una estació de l'any), apareix un cap MechaWario. Per tal de derrotar-lo i passar la fase específica, el jugador ha de disparar sagetes a diversos punts febles (segons el nivell de dificultat).
Camera
Camera ("càmera"), a Amèrica del Nord, al Japó i a Australàsia anomenat Shutter (シャッター, Shattā) ("tirador"), és un minijoc gestionat per Mona, una fotògrafa que treballa en l'editorial del Diamond City Times, un personatge de la sèrie WarioWare i treballadora de l'empresa. El minijoc està basat en una demo de l'E3 2011 anomenada Zapper, en què el jugador movia el Wii U GamePad per disparar personatges semblants als Mii.
A Camera, un fet diferent al de l'argument (vegeu l'argument del minijoc) succeeix. Així, ara li toca al jugador espiar si hi ha lladres amagats a les cases, i fer-lis fotografies quan faci falta, per a enviar-les a l'editorial. El joc demana al jugador que trobi els sospitosos (el nombre és indiferent, i apareixen les seves targetes amb la seva cara perquè sigui més fàcil la captura) i només té una mica nombre de minuts per a completar aquest objectiu (un rellotge del temps restant apareix a dalt de la pantalla del televisor; al costat hi ha una cinta de vídeo que permet al jugador saber quantes fotografies li queden per a poden fer). Si es captura un Fronk es donen punts extra al jugador. Al acabar, apareixen els punts aconseguits que arriben al rànquing i les imatges capturades pel jugador.
Amb el botó lliscant del Wii U GamePad es fa zoom en la imatge, amb la creu de senyals a baix l'objectiu s'activa, el botó que apunta cap amunt el desactiva i la resta de botons passen d'objectiu. ZR, R i A serveixen per a fer fotografies. Es juga amb el Wii U GamePad de front cap al televisor, simulant una càmera.
Ski
Ski (スキー, Sukī) ("esquí") és un joc d'esquí. El gestionador d'aquest minijoc és Jimmy T.
En Ski, l'esquiador Jimmy T. ha d'esquiar per tot el camí fins a la línia de meta acompanyat d'altres personatges com poden ser noies i ossos. Els jugadors controlen l'esquiador agafant el Wii U GamePad en vertical i guiant-lo amb el llapis esquerra i dreta. El GamePad mostra una vista d'ocell, mentre que el televisor mostra la imatge com si gravés darrere en Jimmy. Ski consisteix en dos modes, Time Trial i Endless.
Time Trial ("contrarellotge") implica esquiar costa avall per al millor registre de temps. Si el jugador no pot batre l'rècord històric fet per la consola, el jugador haurà de tractar de repetir la jugada. Una vegada que el jugador hagi aconseguit un rècord, pot passar a la següent.
Endless Bunny Slope ("pendent interminable del conillet") té com a objectiu mantenir l'esquí, sempre que pot, conduint en Jimmy lluny de pous, llacs i parets. Una vegada que el jugador cau en un llac o pou, haurà de començar de nou des del principi.
Patchwork
Patchwork (パッチワーク, Patchiwāku) ("trencaclosques"), prèviament anomenat Puzzle (パズル, Pazuru) ("trencaclosques"), és un minijoc d'habilitat. Els gestionadors d'aquest minijoc són Kat i Ana, unes bruixes.
Patchwork es juga utilitzant la pantalla tàctil del Wii U GamePad i el llapis. Només hi ha un mode disponible en la primera jugada: Patchwork Puzzles (Trencaclosques Patchwork). Hi ha tres nivells de dificultat, però el primer disponible és el fàcil. La dificultat mitjana es desbloqueja després que tots els puzles en mode fàcil s'hagin completat, i la dificultat alta es desbloqueja després que tots els puzles de dificultat mitjana s'hagin completat. Només hi ha deu trencaclosques disponibles al principi (com poden ser en Mario, un cavall o unes ulleres de sol), però poden desbloquejar-se fins a 30, i comptant tots els nivells de dificultat arriba als 90 trencaclosques.
L'objectiu de Puzzles Patchwork és completar el trencaclosques en el menor temps possible. Si el jugador es queda encallat i no sap on col·locar una peça específica, es pot prémer el botó "Hint" ("insinuar") per mostrar l'àrea en què la peça va. No obstant això, es treuen 30 segons del temps limitat a acabar el puzzle. Al nivell Fàcil, només hi ha un lloc correcte per a la peça i no es pot treure una vegada col·locada. A les dificultats Mitjà i Alt, hi ha diversos llocs en els quals una peça es pot posar, però encara hi ha un sol lloc correcte. El jugador pot comprovar per veure si es posen les peces en el lloc correcte fent clic al botó "Check" ("comprovar"). Si les mostres són al lloc correcte, un petit cercle vermell apareixerà a la xinxeta de la peça. Si no és això, apareix una X de color blau i la peça es retirarà. A diferència del botó "Hint", el botó "Check" no retira temps.
Un segon mode, Challenge Puzzles (Trencaclosques de Desafiament), es desbloqueja un cop s'hagin completat tots els puzles del mode anterior. En aquest mode, el jugador té una quantitat fixa de temps per completar un trencaclosques d'una categoria específica. El nivell de dificultat Easy Challenge (Desafiament fàcil) dona al jugador 90 segons per a completar-lo, Medium Challenge (Desafiament mitjà) dona al jugador 60 segons, i Hard Challenge (Desafiament difícil) li dona 30 segons.
Kung Fu
Kung Fu (カンフー, Kan Fū) ("kungfu") és un minijoc de plataformes gestionat per Joung Cricket.
El minijoc inclou dos modes: Five Trials ("cinc proves") i All You Can ("el que tu vulguis"). En Five Trials, apareix la selecció de cinc escenaris (el primer s'anomena Bamboo Bounce, el segon Cedar Crossing i el tercer Mushroom Mount) amb gràfics diferents basats en manga que es van desbloquejant a mesura que s'avança en el minijoc, podent-ne aconseguir rècords. En aquests escenaris, Young Cricket ha d'arribar fins a Master Mantis, la meta, saltant automàticament de plataforma en plataforma fent salts molts grossos. Per a moure el personatge, el jugador ha d'inclinar el Wii U GamePad per moure el personatge sobre les plataformes mentre és a l'aire. El jugador també pot prémer els botons ZL o ZR per fer moviments lliures i ràpidament aterrar en una plataforma. En aquest minijoc apareix un comptador de límit de temps en forma de fetge que recol·lectant cebes s'hi sumen cinc segons. Un ítem en forma de mapa blau apareix, que serveix per a aconseguir més punts. Hi ha algunes zones on es poden fer salts més grans, hi ha zones més altes, plataformes que es mouen i altres obstacles.
Gamer
Gamer (ゲーマー, Gēmā) ("jugador") és un minijoc gestionat per 9-Volt i 18-Volt (aficionats als videojocs de Nintendo) amb 20 "microjocs", és a dir, minijocs especials molt breus basats en sagues i altres elements importants de Nintendo, cadascun amb tres nivells de dificultat i un de final. El jugador ha de resoldre els 20 microjocs en diferents circumstàncies en el Wii U GamePad, en un escenari basat en Balloon Fight que porta per nom Balloon Fighter.
En el mode 9-Volt, el jugador ha d'ajudar a 9-Volt a completar microjocs i evitar que 5-Volt ho sàpiga. Ella constantment mirar a la seva habitació a través de la seva porta per veure o pel televisor si ell està dormint, el que obliga el jugador a ocultar i pausar el joc amb els botons ZL i ZR del GamePad. Una barra de temps per mostrar la quantitat de temps mostra a 9-Volt el temps que podria romandre despert sense jugar-lo. El joc acaba quan el jugador no pot amagar-se de 5-Volt, si el temps del qual 9-Volt pot romandre despert s'esgota, o si es perden tots els globus a l'atzar. Si el jugador rep un mínim de 1.000 punts en el nivell 1, 2 o 3 van a aconseguir l'estat del jugador. Si anoten almenys 30 punts en el nivell sense fi, també aconseguiran l'estat del jugador. Té 4 nivells: Nivell 1 (on només hi ha un gat de destracció que obrirà la porta en comptes de 5-Volt), Nivell 2 (on hi ha algunes distraccions com un vell amb perruca que guiarà 9-Volt a la finestra; la seva televisió també s'encendrà per a molts programes diferents amb el temps canvien a un canal en què 5-Volt surt per intentar atrapar 9-Volt, també podent-lo vigilar per la finestra i obrint la porta), Nivell 3 (que conté les distraccions del segon nivell amb l'ancià caminant per la finestra de 9-Volt i que podrà reunir a 5-Volt perquè el vigili; també podent ser a l'habitació girant-se en alguns moments per a veure que està dormint) i Endless (aquest nivell es troba en la mateixa dificultat en el Nivell 3, excepte que ara continuarà fins que el jugador perdi tots els globus del joc, i 5-Volt ha de veure en 9-Volt per a veure si està dormint).
En el mode 18-Volt, ell juga a la consola, i el mode és molt similar amls WarioWare habituals, sense temps específic i amb tres nivells de dificultat per microjocs; només acaba quan el jugador perd tots els quatre globus probabilitat. Té tres nivells: Normal (si el jugador obté 40 punts o més, guanya el joc), Ultra Velocitat (que és igual que el mode anterior però a mesura que passa el temps els microjocs passen més ràpid, guanyant el mode amb 20 punts o més) i Hardcore (al principi, el jugador comença amb una oportunitat globus esquerra i tots els microjocs es posen a la seva dificultat màxima, si el jugador anota 10 punts o més, guanyen).
Design
Design (デザイン, Dezain) ("disseny") és un minijoc gestionat pel Doctor Crygor, un científic boig cyborg. Està basat en una demo ensenyada a l'E3 2011 per a la Wii U anomenada Measure Up.
Per a jugar, es necessita el llapis tàctil i el Wii U GamePad, i s'han de realitzar les accions ensenyades. Per exemple, apareix a dalt del televisor una frase que diu: "Dibuixa una línia de 2 inches", i el joc haurà d'avaluar si la línia té dos inches o no. També poden aparèixer instruccions per a avular com "Dibuixa un cercle de 2 inches de diàmetre", "Dibuixa un triangle que tingui els costats de 2,5 inches" o "Dibuixa un angle de 70 graus". Poden aparèixer comentaris del Doctor Crygor al acabar la instrucció. Al final de tots aquests dibuixos, apareix un robot creat amb aquestes línies.
S'hi poden triar entre dos modes: un dibuixant o dos dibuixants. En el mode Un dibuixant, s'hi pot triar entre Normal i One Stroke ("una vegada"). En l'opció Normal, s'han de realitzar les instruccions en el límit de temps indefinit. En l'opció d'One Stroke, s'han de dibuixar línies abans de cinc segons en les direccions ensenyades.
Ashley
Ashley (アシュリー, Ashurī) és un joc d'scroll cognomral shoot 'em up, on es condueix aquest personatge volador (un personatge de la sèrie, juntament amb Red, un dimoni). Per tant, els gestionadors són aquests.
El moviment es controla inclinant el GamePad cap amunt i cap avall. L'objectiu és avançar pels nivells durant la percepció dels caramels de color porpra i els presents, i disparar pastissos flotants amb explosions màgiques. Els reculls d'articles donen punts i avancen sense ser colpejats augmentant el multiplicador de punts. A més d'explosions màgiques, Ashley pot recollir orbes d'encanteris, que quan s'activa, pot destruir enemics en cada pantalla i recollir qualsevol present. Es necessita un cert nombre de punts per tal de passar a la següent etapa.
Ashley pot colpejar un nombre il·limitat de vegades, però si colpeja punts substrats restableix el multiplicador. A més, si és colpejat massa vegades en una fila, el desplaçament s'atura i el jugador haurà de donar-li un copet al cap a través de la pantalla del GamePad per continuar.
En certs punts, el jugador se li demana que seleccioni entre dos camins. Hi ha tres etapes en total, cadascun dels quals conclouen amb un cap de batalla. Una vegada que el jugador ha complert el joc, estrelles s'afegeixen als nivells.
Taxi
Taxi (タクシー, Takushī) ("taxi") és un minijoc gestionat per Dribble (un gos) i Spitz (un gat), taxistes.
Taxi és jugat per moure el taxi de Dribble i Spitz, disparant als ovnis que intenten abduir als animals. El Wii U GamePad s'utilitza per a una vista en primera persona del joc, mentre que la pantalla de la televisió hi ha una vista en tercera persona. Hi ha Fronks que volen sobre un globus, que es poden recollir, també.
Pirates

Una captura del minijoc Pirate. En l'ambient del minijoc, éssers de l'oceà ballen content mentre, al fons, en Wario en el vaixell pirata va fent les indicacions perquè el jugador mogui el Wii U GamePad, gràcies al giroscopi.

Pirates (ｶｲｿﾞｸ, Kaizoku) anteriorment i al Japó anomenat Pirate (パイレーツ, Pairētsu) ("pirata") és un joc de ritme basat en una demo ensenyada a l'E3 2011 per a la Wii U anomenada Shield Pose. El gestionador és el Capità Wario, Wario vestit de pirata.
En el joc, Wario dona ordres als pirates del seu vaixell i altres naus per atacar al jugador. Aquestes ordres varien entre ell dient centre, dalt, esquerra o dreta, depenent de l'idioma en què estigui configurada la consola. El jugador ha de moure el GamePad en aquestes direccions com si estiguessin fent servir un escut per bloquejar els atacs.
Després d'acabar-se la cançó (que és basada en un pirata), comença una seqüència de ball. El jugador ha d'imitar els moviments que apareixen en pantalla per crear un poder per carregar una bola d'energia. Una vegada que l'energia suficient s'hagi acumulat, el jugador ha de pressionar els botons ZL i ZR simultàniament per disparar la bola d'energia als pirates.
Bowling
Bowling (ボウリング, Bōringu) ("bitlles") és un minijoc organitzat per tots els jugadors de la sèrie.
Bowling és un joc de bitlles que es juga lliscant el llapis o el dit per sobre de la pantalla tàctil, movent la bola perquè faci caure les bitlles (amb els personatges enganxats a aquests) i aconseguir punts. Girant el GamePad farà moure la bola a altres direccions. Hi ha diversos desafiaments com, per exemple, haver-hi més d'una bitlla, apuntades en forma de triangle o una posada estratègicament.
Bird
Bird (バード, Bādo) ("ocell") és un joc que es juga igual que els jocs de Pyoro, que es basa en el videojoc Pyoro de DSiWare.
La pantalla del televisor mostra l'escena on Pyoro pot passar alguns blocs de sòl, amb mongetes verdes, blanques i grogues que cauen, en un estil stop motion. La pantalla del GamePad mostra la mateixa escena però basada en els gràfics de Game & Watch. El jugador ha de moure en Pyoro per l'espai, menjant fesols que cauen del cel. Si el jugador deixa un gra tocar un bloc de sòl, es trenca i el bloc desapareix. Els fesols blancs, si es mengen, fa aparèixer un àngel amb una poma. Fesols grocs rars també apareixen i causen molts àngels (Tenshis) que omplen cada bloc perdut.

#### Minijocs multijugador
Nota: És possible jugar al minijoc Design en dos jugadors. Vegeu Design per a més informació.
Artwork
Artwork ("art promocional"), a Amèrica del Nord, Japó i Australàsia anomenat Sketch (スケッチ, Suketchi) ("dibuix"), és un minijoc semblant al Pictionary de dos a cinc jugadors. El gestionador és Orbulon, un alienígena nouvingut al planeta Terra de la sèrie WarioWare, és a dir, treballador de l'empresa WarioWare, Inc.
Artwork es juga amb la pantalla tàctil del Wii U GamePad i el llapis. Al principi, els jugadors han de fotografiar-se la cara, i ha ser ordenat depenent de qui vulgui dibuixar primer. L'objectiu d'aquest minijoc és per al dibuixant dibuixar la paraula que diu la part superior de la pantalla tàctil del GamePad, i la resta han d'endevinar què s'està dibuixant. Si algú diu que les seves respostes en dibuix són correctes, el dibuixant prem el botó "Correct!" ("és correcte!") i una nova paraula apareix. Pot passar aquesta paraula prement al botó de la brossa. En prémer el botó "Pass" apareix una nova paraula, però el comptador de límit de temps suprimeix 20 segons, donant-los més temps per guanyar punts. A mesura que el joc progressa, les paraules es tornen més difícils de dibuixar i pot aparèixer més d'una possibilitat. Després que hagin passat dos minuts, el dibuixant ha de donar al Wii U Gamepad al següent jugador. Després que cada jugador que hi participa ha dibuixat, el joc acaba.
Al final del minijoc, s'afegeixen el nombre d'encerts de cada jugador en un nombre total, depenent sempre del nombre de jugadors en comparació amb la quantitat d'encerts. Després que els números se sumin, es mostrarà una presentació de diapositives amb tots els encerts i quatre d'ells rebrà un "premi" de part de l'organitzador del minijoc Orbulon. El millor dibuix obté un Premi Orbulon, el segon lloc rep un Premi d'Or, el tercer un Premi de Plata, el quart aconsegueix un Premi de Bronze i la resta no rep cap premi. Les fotografies es poden tornar a veure sempre que es vulgui si es guanyen en la màquina Chick'n'Win.
Aquest joc es pot jugar en Miiverse, és a dir, online, en un minijoc anomenat Miiverse Artwork (a Amèrica del Nord i al Japó anomenat Miiverse Sketch (ミーバースケッチ, Mībāsu Sketchi)).
Fruit
Fruit (フルーツ, Furūtsu) ("fruita") és un minijoc gestionat per Penny Crygor, una científica.
Fruit requereix entre 2 i 5 persones per a jugar. Una d'elles té un objectiu diferent al dels altres. Aquest sol jugador és un lladre, que utilitzant el GamePad ha de robar fruita dins un termini determinat de temps. La resta de jugadors (pot ser un, dos, tres o quatre, depenent dels jugadors que hi estiguin participant) han d'intentar localitzar el lladre veient la televisió, en forma de competició. S'hi poden triar entre tres escenaris basats en la fruita: Apple Avenue ("avinguda de la poma"), Pineapple Pool ("piscina de la pinya") i Melon Museum ("museu del meló"). Cada escenari té opcions diferents; per exemple, Melon Museum ofereix tancar els llums, i en aquest el lladre ha d'intentar robar tres melons. En cada escenari hi ha un gran nombre de gant, el que dificultarà la recerca als agents.
Islands
Islands ("illes"), anomenat al Japó Island (アイランド, Airando), és un minijoc gestionat pels bitxos Fronks.
Poden jugar fins a 5 jugadors, i per a jugar s'ha d'agafar el Wii U GamePad verticalment. S'han de fer torns tirant Fronks entre illes, per a aconseguir el màxim nombre de punts possible. S'han de tirar els Fronks del GamePad cap a l'illa de la televisió, i s'aconsegueixen punts depenent d'on hagi caigut el Fronk (els jugadors tiren els seus Fronks del seu color). El llançament de cada Fronk està decidit per la consola. Al final, tots els punts se sumen després d'un nombre determinat de rondes i apareixen els resultats, que arriben al rànquing del joc. És possible triar quatre escenaris: Roulette Rock, Arrow Atoll, Tippy Tower i Salty Scales, cadascun amb les seves característiques.
Disco
Disco (ディスコ, Disuko) ("discoteca") és un minijoc gestionat per Mike, un robot que compon cançons.
En aquest minijoc, dos jugadors han d'utilitzar el mateix Wii U GamePad. Cada jugador ha d'intentar fer atacs per a defensar-se o per atacar, i aconseguir el màxim nombre de punts. El primer que guanyi 3 rondes serà el guanyador. Per a atacar, s'han d'utilitzar uns icones colorejats i que l'altre jugador haurà de repetir. Per a defensar-se, l'altre ha de fer el mateix.

## Argument

La consola que veu en Wario i companyia a les notícies. Com es pot veure, és idèntica a la Wii U, ja que la forma de joc és la mateixa. S'hi prem en el Wii U GamePad i l'espasa que hi ha arriba al televisor, on destruirà el drac que s'hi veu en el televisor.

Wario veu la televisió a casa seva. Fa zapping canviant de canal (apareix un canal de cuina i un de música on apareix Sal Out, juntament amb els Chorus Kids de Rhythm Paradise), fins que veu una notícia sobre una consola nova, on es veu un presentador en un lloc on anuncien una nova consola, ensenyant un controlador amb una pantalla (idèntic amb la Wii U GamePad). Per tal de guanyar un munt de diners, Wario decideix crear jocs per a aquesta consola i comença a treballar amb el seu ordinador portàtil vell. Els seus amics de Diamond City (Ciudad Diamante) també reben notícies sobre la consola i volen ajudar-lo.

### Argument dels minijocs
Cada minijoc de Game & Wario està creat per un personatge. La idea de crear cada minijoc ocórre als fets que li passen a cada personatge. Això es demostra igual que en anteriors jocs WarioWare.
- Arrow: Wario és a casa menjant maduixes, quan un ratolí apareix i l'espanta. Amb por, Wario surt de casa, i amb un arc i una sageta intenta disparar-lo. Després, Wario es fica al sofà, però quan li tira pebre, estornuda, i això fa que se li ocorreixi la idea del joc, fent-lo en el seu vell ordinador portàtil.[11]
- Artwork: N/A (en l'explicació del minijoc, l'alienígena Orbulon vol saber coses sobre el planeta Terra)[6]
- Ashley: En la mansió encantada d'Ashely, aquesta llegeix un llibre i troba una pàgina on hi ha monstres i un paisatge surrealista. La il·lustració capta el seu interès i decideix llançar un encanteri que la materialitza dins la pàgina. No obstant això, mentre els realitza, forts cops del vent converteixen el llibre en una pàgina que mostra dolços i caramels. Ashley i el seu amic Red són transportats dins la pàgina dels caramels. Red està molt content, però Ashley vol escapar-se del món com més aviat millor.[13]
- Bird: N/A (en l'explicació del minijoc, en Pyoro vol arribar fins a la fruita ajudant-li el jugador)[20]
- Bowling: N/A
- Camera: A l'editorial del diari Diamond City Times, algú truca al telèfon. Manager Joe l'agafa, i ràpidament diu a la seva fotògrafa Mona perquè en faci una notícia. Mona surt de l'editorial amb la seva moto. Després del trajecte, la fotògrafa troba als delinqüents, que estan robant diners, i comença a fer-los fotografies. Una de les fotografies mostra els lladres tancats en una cel·la de la presó.[11]
- Design: El Doctor Crygor, que dorm a l'habitació del laboratori -situat enmig d'una illa, al costat del doctor s'hi situa un Chick'n'Win- es desperta amb mal de panxa. Es dirigeix al lavabo, i tot marejat s'asseu a la tassa de l'inodor, i s'hi queda enganxat -al costat hi ha una gran quantitat de paper higiènic i tovalloles-. Cansat, tira la cadena de la cisterna i el vàter el comença a empassar, mullant-lo, a més, per un capçal de dutxa que té a sobre seu. Quan l'ha empassat, el Doctor Crygor va amunt i avall viatjant per les canonades, fins al final d'un abisme. Al final arriba al seu laboratori, tot marejat.[13]
- Disco: N/A
- Gamer: 8-Volt i 19-Volt proven la nova videoconsola (vegeu la secció Argument) i quan 8-Volt veu que en 19-Volt aconsegueix la màxima puntuació, se'n va a fer deures. Però després tornen a jugar i en aquest moment, la mare d'en 8-Volt, 5-Volt, els renya i els castiga sense consola. El videojoc és el primer de la sèrie WarioWare que ensenya el cos sencer de 5-Volt, i la pantalla inicial del minijoc revela que 9-Volt té el cabell de color taronja.[13]
- Fruit: En aquest joc, un lladre li roba la fruita en tractar d'evitar la mirada dels agents mitjançant la cridòria entre la multitud.[18]
- Islands: N/A
- Kung Fu: Master Mantis (mestre d'arts marcials) està ensenyant uns quants trucs al seu aprenent, Young Cricket, com són saltar de plataforma en plataforma i evitar cops de puny. Al final, però, l'aprenent no entén un atac del mestre i aquest desapareix, i Young Cricket el segueix.[13]
- Patchwork: Kat i Ana despleguen diversos rotllos de tela de color amb diferents patrons. Totes dues procedeixen a tallar aquestes peces de roba en diferents formes amb les seves katanas. Ana utilitza alguns dels trossos per crear algunes flors dins d'un test de Kat mentre els utilitza per crear un cavall, que procedeix a muntar.[11]
- Pirates: En fer una volta amb moto, Wario troba una disfressa de pirata i aleshores vol disfressar-se i fer veure que és un d'aquests personatges.[15]
- Ski: Jimmy T. veu dones, un os i diversos conillets esquiant, i aleshores al personatge li agafen ganes d'esquiar amb ells.[11]
- Taxi: Dribble i Spitz van per la ruta 56 de Diamond City (on passen totes les accions del joc, Ciudad Diamante), quedant-se adormits. En despertar-se troben una autoestopista, on veuen un objecte volador no identificat que abdueix el client que esperava el taxi. Intenten marxar Dribble amb un bazuca, acabant en una granja, i aleshores hauran d'intentar aturar l'OVNI perquè no abdueixi més animals.[14]

## Desenvolupament
| Director    | Goro Abe Naoko Mori                                                               |
| Productors  | Yoshio Sakamoto Toshio Sengoku Naoki Nakano                                       |
| Artista     | Daisuke Yasumatsu                                                                 |
| Compositor  | Masanobu Matsunaga Takeru Kanazaki Hiroki Morishita Sho Murakami Yoshito Sekigawa |
| Referències | [ 8 ]                                                                             |

Game & Wario va estar planejat inicialment per a ser una demo tècnica per a la Wii U, que ensenyés les capacitats del Wii U GamePad, per a estar preinstal·lat en qualsevol Wii U en el seu llançament. Tot i així, a l'estiu del 2011 es va decidir que el joc seria llançat com a software lliure després que l'equip desenvolupador, Nintendo Software Planning & Development Group No. 1 i Intelligent Systems, pensés que hi havia massa idees com per a ser aplicació preinstal·lada. Després d'experimentacions, es va decidir que seria de la sèrie WarioWare. Moltes d'aquestes demostracions tècniques es van ensenyar en l'E3 del 2011, com el minijoc Camera en Zapper, Pirate basat en Shield Pose i Design en Measure Up.
El videojoc es va anunciar oficialment amb aquest nom però provisional l'E3 del 2012, revelant quatre dels setze minijocs que es coneixen des del març de 2013, però la pàgina web de l'E3 Nintendo aleshores no afirmava que el desenvolupava Nintendo Software Planning & Development Group No 1, sinó Nintendo Entertainment Analysis and Development. Tot i que no es va revelar el logotip, el 13 de setembre de 2012 es va donar a conèixer un logotip basat en el de Game & Watch, però que en comptes de Game & Watch hi deia "Game & Wario".
El segon logotip va sortir el 7 de desembre de 2012 i el tercer i últim el 23 de gener de 2013. La caràtula japonesa del joc va sortir el 2 de febrer de 2013, tot i que amb el segon logotip beta en japonès. Tot i que estava programat per a sortir entre el llançament de Wii U i el març de 2013, el joc va acabar sortint el 28 de març de 2013 al Japó i amb una data programada de 2013 per a la resta de països.
Juntament amb l'anunci de la data nord-americana, 23 de juny de 2013, es va publicar el web oficial del joc, que ensenyava una caràtula i un logotip nou per Amèrica del Nord. El final europeu serà el segon logotip beta japonès. A Europa i Australàsia havia de sortir a la primavera o a l'estiu de 2013.
El 2 de maig de 2013 es va anunciar la data europea: 28 de juny de 2013. El 3 de maig ja se sabia la data d'Australàsia: 29 de juny. El 7 de maig ja es coneixia la caràtula europea, que ensenya una imatge de cara de Wario sobre un fons groc i amb punts blancs, a diferència del nord-americà i el japonès que té el fons blau i amb el subtítol de "GamePad Pandemonium!". Posteriorment es va revelar una nova caràtula nord-americana, on hi apareixia el subtítol "GamePad Pandemonium!" en francès (GamePad en délire, "GamePad delirant!") i en castellà (La locura llega al GamePad, "La bogeria arriba al GamePad").
El maig de 2013 es va publicar la pàgina oficial nord-americana del videojoc juntament amb una altra que explicava les "peripècies" de Wario fins a la data en què surti als Estats Units anomenada "Crowdfarter", com a paròdia de Kickstarter. Altres esdeveniments de màrqueting van aparèixer un cop llançat el videojoc, com el concurs de dibuix.
Poc després es va llançar una edició d'Iwata Asks ("Iwata pregunta") que va confirmar que els desenvolupadors del videojoc són Nintendo Software Planning & Development Group No. 1 i Intelligent Systems. A més, juntament es va publicar el manual d'instruccions electrònic, on figuren els motors de videojoc en què es va desenvolupar el videojoc: Nuance (de part de Nuance Communications) i Havok (de part de Havok Software).
El 7 de novembre es va anunciar que el videojoc seria títol de llançament per a la Wii U al Brasil, pel 26 de novembre de 2013. Tot i així, la consola ja va estar anunciada per a llançar-se a finals d'any, 
 però es desconeixia quins jocs sortirien amb ella.
El videojoc Game & Wario va rebre una baixada de preu a l'abril de 2014 a la Nintendo eShop d'Amèrica del Nord. De 39,99 dòlars, s'ha baixat a 30 $.

### Logotips beta

Logotip del 13 de setembre de 2012, el primer logotip beta
Logotip del 28 de gener de 2013, el tercer logotip beta i el final japonès
Logotip de l'abril de 2013 i el final nord-americà i australià
Logotip del 7 de desembre de 2012, el segon logotip beta i el final europeu

## Recepció

### Crítica
Game & Wario no ha aconseguit puntuacions molt bones. Famitsu l'ha puntuat amb un 31/40 basat en 4 revisions: 8, 8, 7 i 8, on ha dit que "els minijocs són escassos però n'hi ha d'excel·lents". GameRankings el puntua amb un 82,68% i Metacritic amb un 83%. Digital Chumps, amb un 80%, diu: "Nintendo ha fet bé amb Game & Wario, desviant-se dels WarioWare de sempre. Satisfé al públic general. La diversitat de joc expandeix el gust de la sèrie. També mostra formes creatives d'usar el GamePad". GamingTrend li posa un 80: "Els minijocs són divertits, i sens dubte algunes parts són més llargues que altres, però el seu gaudi al final es redueixen". GameInformer li posa un 80: "És un joc estrany que ofereix experiència poc coherent, però amb encant. Divertit i humorístic, demostra que la Wii U és especial".
GamesBeat, amb un 75%, diu: "Té encant i creativitat; usa molt bé el GamePad". L'ONM li posa un 75 (juliol de 2013, pàg. 82): "És la definició d'una barreja". EGM li posa un 70: "Els fans de la sèrie han esperat més de 3 anys per a un nou títol. Aquesta col·lecció de minijocs de Wii U no té l'estil i l'actitud d'un altre joc de la sèrie, però a vegades es pot arribar a crear aquesta màgia". NintendoLife li posa un 70: "El joc no mostra la seva millor part quan es juga sol". Cubed3 li posa un 70: "És possible que si és fan WarioWare o dels jocs del gènere es triï". Destructoid també li posa un 70.
GameTrailers li posa un 6,5, indicant que "les idees intel·ligents no són gaire originals i poc inspirades". 4players.de li posa un 63: "En aquest cas Wario no ha portat tanta bogeria". Everyeye.it li posa un 60. DigitalSpy li posa un 60: "Malgrat els elements del joc, li falta la profunditat de Nintendo Land, que ofereix bones experiències multijugador que capten totalment l'atenció". EuroGamer li posa un 60: "Hi ha diversió, però no la d'abans. Si es vol en Wario de sempre, Game & Wario no és l'escollit". Edge li posa un 60: "Donada la riquesa de la seva història, Wario es mereix més que això. Hauria d'estar preinstal·lat". The Escapist li fica un 60: "És divertit, però la profunditat es talla en el mode sol. El multijugador és bo però no gaire fort". SpazioGames, amb un 60, diu que "Nintendo volia ampliar el seu catàleg de jocs del gènere minijocs". GameXplain puntua el mode d'un jugador amb dues estrelles i dos quarts i el multijugador amb tres estrelles i dos quarts.
NWR li posa un 55: "És decebedor per a una sèrie que ha empès a un nou maquinari estrafolàriament no sigui inventiva com abans". IGN li posa un 51 dient que "abans WarioWare va acollir gran creativitat i energia, i ara no. La tria de jocs és poca, i encara que alguns siguin bons, n'hi ha tres de molt dolents". GameSpot li posa un 50, l'ha qualificat de "massa desigual i frustrant per recomanar-lo de debò". VideoGamer li posa un 50: "No està adreçat al públic general. Dit això, pot fer cansar; no està gaire aprofundit". GamesRadar li posa un 50: "El multijugador no ofereix gran experiència". Joystiq li posa un 40: "És decebedor veure Wario tornar-se una barreja desesperada i confusa com és el cas".

### Vendes
El rànquing setmanal de vendes de videojocs al Regne Unit divulgat per l'institut Chart-Track diu que Game & Wario va ser el tercer videojoc més venut de Wii U entre els dies 30 de juny i 6 de juliol, després de Nintendo Land i abans de Rabbids Land i New Super Mario Bros. U. Va arribar a ser el quart videojoc de Wii U més venut al Regne Unit entre el 7 i el 13 de juliol segons l'institut GFK. Entre el 14 de juliol i el 20 de juliol va ser el cinquè videojoc més venut en Wii U al Regne Unit segons aquest mateix institut. També, entre el 21 i el 27 de juliol, va ser el setè videojoc més venut a la Gran Bretanya dins la llista dels més venuts en Wii U.Entre el 28 de juliol i el 3 d'agost va ser el cinquè videojoc de Wii U més venut al Regne Unit.
Va ser el seixanta-tresè videojoc més venut al Japó en el primer semestre de l'any amb 63.567 unitats venudes segons la revista japonesa Famitsu.
Va ser el 12è videojoc digital més venut a Nintendo eShop de Wii U del 9 al 16 de juliol de 2014. Del 16 al 23 va ser el tercer. Del 23 al 30 de juliol va ser el tercer, com va passar del 31 de juliol al 6 d'agost. Aquesta remuntada es deu al fet que és triable per a certs membres del Club Nintendo nord-americà que hi hagin registrat molts productes.

### Màrqueting
- Concurs de dibuix Game & Wario. Juntament amb la pàgina web Crowdfarter, de Nintendo Amèrica, per a aconseguir popularitat en el videojoc, Nintendo va organitzar el Concurs de Dibuix Game & Wario,[35] que va ser entre els dies 28 de juny i 12 de juliol de 2013, on els participants van haver de dibuixar una escena de la vida qüotidiana a l'empresa del qual es basa l'argument dels WarioWare, WarioWare, Inc., i enviar-lo per la seva comunitat Miiverse amb un Nintendo Network ID. Els dissenys serien avaluats per experts, que elegirien entre els deu primers segons criteris com la creativitat i l'esforç artístic. Els concursants havien de ser residents de Bèlgica, França, Alemanya, Països Baixos, Portugal, Rússia, Espanya, Suïssa i el Regne Unit i havien de ser majors de 12 anys. Els cinc primers van guanyar fons per gastar a la Nintendo eShop per valor de 100 euros, i els cinc últims col·locats van poder obtenir fons per a l'eShop per valor de 50 euros.
- Crowdfarter. El maig de 2013 es va publicar la pàgina oficial nord-americana del videojoc juntament amb una altra que explicava les "peripècies" de Wario fins a la data en què surti als Estats Units anomenada Crowdfarter, com a paròdia de Kickstarter. La pàgina tenia uns objectius a arribar mitjançant afegits i comentaris en les xarxes socials (fent veure que estan donant) amb monedes. Arribant als 5 "bajillion" de monedes l'usuari es pot desbloquejar una xapa digital on hi diu "I'm Crowdfarted!". Amb 25 "bajillion", fons de pantalla es poden descarregar (amb en Pirata Wario, Wario amb la seva moto i Wario pensant a fer-se ric). Amb 50 "bajillions", tons de trucada per al telèfon mòbil es poden descarregar. Quan s'arriba a l'objectiu de 100 "bajillions" es pot visualitzar un tràiler.[36]
- Miiverse Sketch Masterpiece Collection. Cada setmana, el compte d'usuari de Youtube de Nintendo Japó va pujar una sèrie de vídeos anomenats Miiverse Sketch Masterpiece Collection, que ensenya dibuixos fets en el minijoc Miiverse Artwork. Cada vídeo té una descripció específica i un comentari del personatge WarioWare. Van sortir 20 edicions entre el 25 de juny de 2013 i el 12 de novembre de 2013:

| #  | Objectiu de dibuixar | Data de publicació     | Comentaris           | Vídeo  |
| -- | -------------------- | ---------------------- | -------------------- | ------ |
| 1  | Mantis religiosa     | 25 de juny de 2013     | Wario                | [ 37 ] |
| 2  | Gall dindi           | 2 de juliol de 2013    | Ana                  | [ 38 ] |
| 3  | Ashley               | 9 de juliol de 2013    | Red                  | [ 39 ] |
| 4  | Dofí                 | 16 de juliol de 2013   | Fronks               | [ 40 ] |
| 5  | Príncep Shōtoku      | 23 de juliol de 2013   | Penny                | [ 41 ] |
| 6  | Abelles              | 30 de juliol de 2013   | Young Cricket        | [ 42 ] |
| 7  | Noia                 | 6 d'agost de 2013      | Orbulon              | [ 43 ] |
| 8  | Cocodril             | 20 d'agost de 2013     | Spitz                | [ 44 ] |
| 9  | Art marcial          | 27 d'agost de 2013     | Jimmy T.             | [ 45 ] |
| 10 | Esquelets            | 3 de setembre de 2013  | Ashley               | [ 46 ] |
| 11 | Granota              | 10 de setembre de 2013 | Doctor Crygor        | [ 47 ] |
| 12 | Tutankamon           | 17 de setembre de 2013 | Mona                 | [ 48 ] |
| 13 | Zebra                | 24 de setembre de 2013 | Orbulon              | [ 49 ] |
| 14 | Esportista           | 1 d'octubre de 2013    | 9-Volt               | [ 50 ] |
| 15 | Tortuga              | 8 d'octubre de 2013    | Kat                  | [ 51 ] |
| 16 | Gambeta              | 15 d'octubre de 2013   | Spitz                | [ 52 ] |
| 17 | Vaca                 | 22 d'octubre de 2013   | 18-Volt              | [ 53 ] |
| 18 | Escanyapolls         | 29 d'octubre de 2013   | Master Mantis        | [ 54 ] |
| 19 | Ganyota              | 5 de novembre de 2013  | 5-Volt               | [ 55 ] |
| 20 | Wario                | 12 de novembre de 2013 | Capità Wario (Wario) | [ 56 ] |

- En el lloc web (de cada regió) de Nintendo of Europe es publicaren, a la secció d'Atenció al Client, consells per a jugar al joc: sobre els premis de la màquina Chick'n'Win i dels minijocs Arrow, Camera, Gamer, Design, Fruit, Islands i Pirates.[57]
- Club Nintendo. El joc va ser un dels que es van poder bescanviar els usuaris del Club Nintendo nord-americà del 2 de febrer de 2015 fins que s'acabà el servei el 30 de juny de 2015. Cpst+a 600 monedes.[58]